# カメリアライン

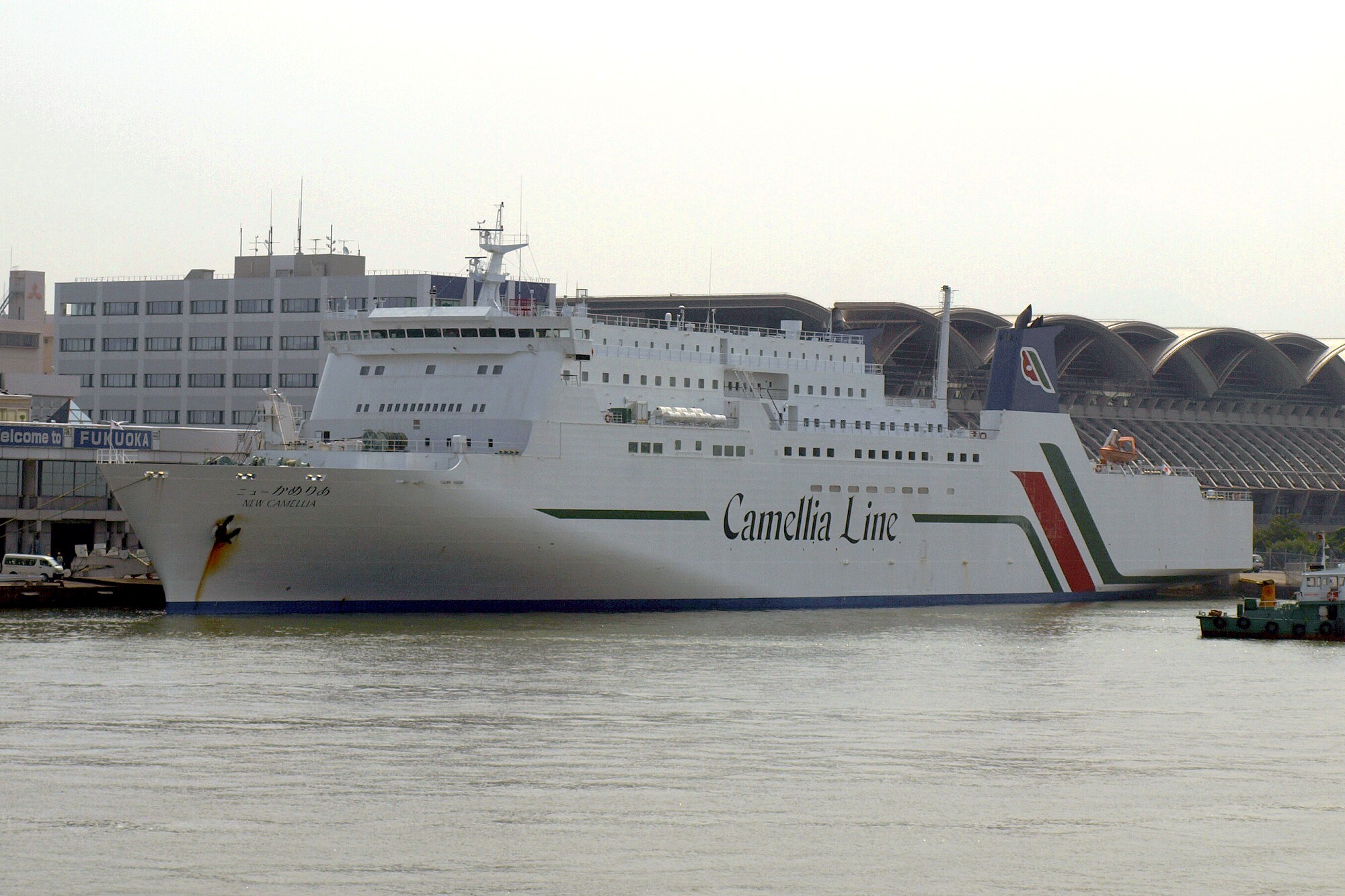
ニューかめりあ

カメリアライン株式会社は、日本の博多港と韓国の釜山を結ぶ貨客船を運航する海運会社。

## 運航概要
日本の近海郵船と韓国の高麗海運の合弁で設立され、社名は釜山広域市の市花である椿と福岡市の市花である椿科の山茶花で共通する椿から命名された。
フェリー「ニューかめりあ」を毎日1往復運航する。基本的に博多発は昼行便、釜山発は夜行便で運航される。毎日運航となっているが、博多発・釜山発とも毎月1日の運休日がある。

## 船舶

### 運航中の船舶
フェリー
- ニューかめりあ(NEW CAMELLIA)

10,862総トン（19,961国際総トン）。全長170.0m、幅24.0m。航海速力23.5ノット。
旅客定員522人、貨物積載量：乗用車41台・40ftコンテナ83FEU・20ftコンテナ54TEU。三菱重工業下関造船所建造。
2004年7月就航。
貨物船
- MARVEL（コンテナ船）

2004年建造、5403総トン、積載量556TEU
釜山 - 門司 - 中関 - 徳山 - 広島 - 釜山・釜山 - 門司 - 徳山 -  広島 - 釜山航路に就航
- RESOLUTION（コンテナ船）

1999年建造、9141総トン、積載量850TEU
釜山 - 細島 - 志布志 - 大阪 - 水島 - 大分- 宇部 - 釜山航路に就航

### 過去の船舶
- かめりあ(CAMELLIA)

8,885総トン。全長166.5m、幅24.0m。航海速力18ノット、最高速力21ノット。
旅客定員563人、貨物積載数120TEU。内海造船瀬戸田工場建造。
日本側の出資社・近海郵船の釧路 - 東京航路のカーフェリー「さろま」を国際航路対応改造の上1990年12月就航。2004年6月引退。